# Sivorgfjella
Die Sivorgfjella ist der zentrale und größte Gebirgsteil der Heimefrontfjella in Neuschwabenland. Sie wird von den anderen Teilen der Heimefrontfjella im Süden durch das gletschergefüllte Kiberdalen und im Norden durch das vergletscherte KK-Dalen getrennt. Die Gebirgsmassive und Nunataks bedecken eine Fläche von etwa 1800 km²; die höchste Erhebung ist der 2711 m hohe Paalnibba. Das Gebirge wurde nach der norwegischen Untergrund-Organisation Sivorg benannt, die den zivilen Widerstand in Norwegen während des Zweiten Weltkriegs koordinierte.

## Geologie
siehe auch Geologie der Heimefrontfjella
Das Gebirge besteht aus gebänderten Folgen aus Gneisen und Amphiboliten, deren Protolithe vor etwa 1100 mya in der Umgebung eines vulkanischen Inselbogens entstanden. Die Gesteine wurden bei der Kollision des Inselbogens mit dem Grunehogna-Kraton, einem Teil des in Rodinia ehemals benachbarten Kaapvaal-Kratons, deformiert und metamorphosiert; dabei drangen große Mengen silicatischer Schmelzen ein, die als Granitmassive erstarrten. Im Kambrium wurden die Gesteine erneut bei der Entstehung von Gondwana tektonisch und metamorph überprägt.

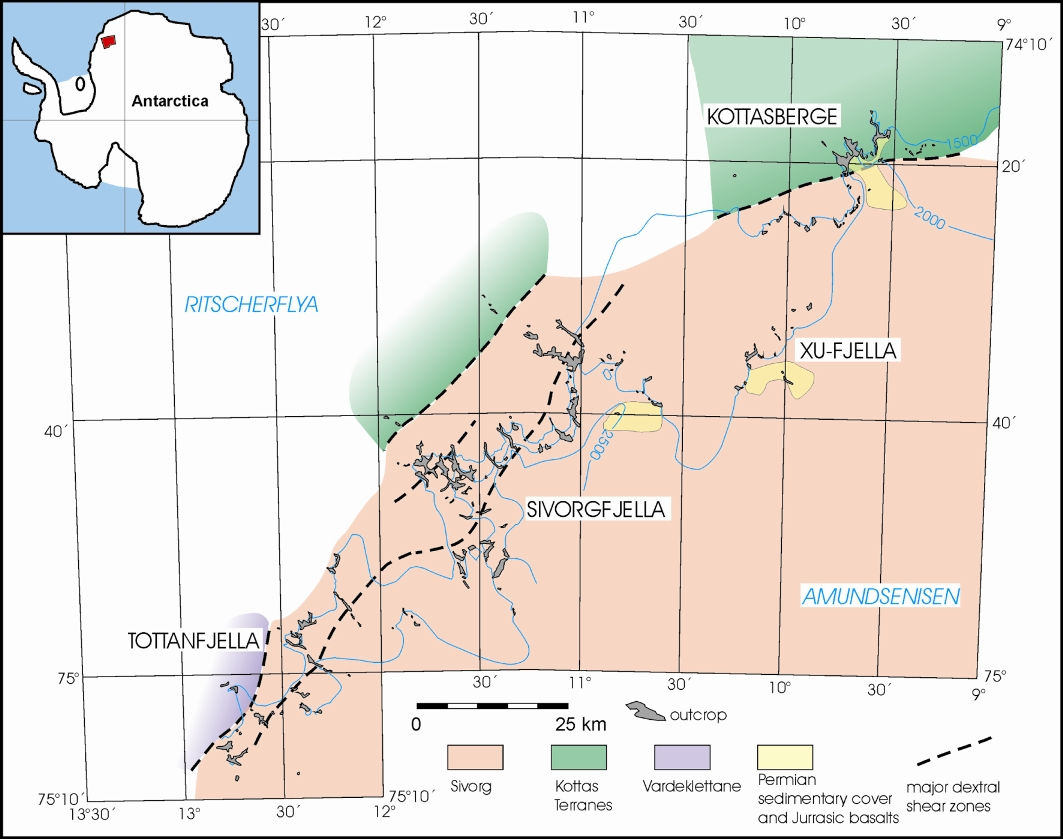
Geologische Übersichtskarte der Heimefrontfjella.

## Erforschungsgeschichte
Von 1963 bis 1967 besuchten mehrere britische Expeditionen das Gebirge, die ein geodätisches und geologisches Programm durchführten. Seit dem Südsommer 1985/86 wurde das Gebirge vor allem durch deutsche und schwedische Expeditionen systematisch untersucht und kartiert. Schweden betreibt auch die einzige Forschungsstation in der Sivorgfjella. Die Station Svea liegt am Ausgang des Scharffenbergbotnen auf einem Felssporn bei 74°35′S und 11°13′W.